# Greatest Hits (Björk)
Greatest Hits is een album met hoogtepunten van de IJslandse zangeres Björk. Tegelijk met dit album heeft ze een speciale box uitgegeven genaamd Family Tree en de Live Box. Greatest Hits bevat haar 14 grootste hits, maar Björk heeft wel haar eigen keuze gemaakt. Zo staat het nummer It's Oh So Quiet – haar grootste hit ooit – er niet op omdat Björk zelf het niet als een nummer uit haar muziekstijl ziet.

## Tracklisting
1. All Is Full of Love
2. Hyperballad
3. Human Behaviour
4. Jóga
5. Bachelorette
6. Army of Me
7. Pagan Poetry
8. Big Time Sensuality
9. Venus as a Boy
10. Hunter
11. Hidden Place
12. Isobel
13. Possibly Maybe
14. Play Dead
15. It's in Our Hands

It's in Our Hands is het enige nummer op dit album dat Björk nog nooit eerder had uitgegeven. Het is tegelijk met de release van het album als single uitgebracht.